# 钱普·克拉克
詹姆斯·比彻姆·克拉克（英語：James Beauchamp Clark，1850年3月7日—1921年3月2日），是美国民主党的政治家、律师。克拉克曾在1893年至1921年作为密苏里州代表，而连任13届联邦众议员。期间他曾1911年至1919年间被选为众议院议长，1919年3月以后回任众议员并在任内逝世。